# Бернський університет
Бе́рнський університе́т (нім. Universität Bern) — державний університет, заснований у 1834 році в столиці Швейцарії — Берні.
У класифікації найкращих університетів газети Times Higher Education Supplement університет розташований на 7-му місці в групі вітчизняних і 178-й у світі.

## Структура[9]
- Факультет теології
- Факультет права
- Факультет економіки та соціальних наук
- Факультет медицини
- Факультет ветеринарної медицини
- Факультет філософії та історії
- Факультет філософії та наук про людину
- Факультет філософії та природничих наук